# Anaílson Brito Noleto
Anaílson Brito Noleto (Estreito, 8 de março de 1978) é um ex-futebolista brasileiro que atuava na posição de meia.

## Carreira
Chegou ao Rio Branco, de Americana, quando tinha 14 anos. Jogou pelo profissional do clube entre 1998 e 2001.
Teve passagens também pela Seleção Brasileira Sub-17, na qual foi campeão do Sul-Americano e do Mundial da categoria, em 1997, no Egito. Para conseguir disputar a Copa do Mundo Sub-17, o jogador trocou o ano da sua data de nascimento na 'nova' documentação, que ao invés de mostrar que Anaílson havia nascido no dia 8 de março de 1978, afirmava que ele era de 80.
Em seguida, entre entre 2001 e 2005, defendeu o São Caetano, sendo Campeão Paulista e vice Brasileiro e da Libertadores.
Contratado em 2007 pela Federação Goiana de Futebol, o jogador foi repassado ao Atlético Goianiense e logo na primeira temporada marcou um golaço na final, quebrando o jejum de 18 anos sem titulo estadual do clube.
Ficou no clube até o final de 2011, onde fez 176 jogos, marcou 27 gols, conquistou três títulos goianos, subiu da terceira para a primeira divisão nacional e foi semifinalista da Copa do Brasil de 2010.
Em 2015, atuou pelo Imperatriz no Campeonato Estadual.
Anaílson fez o curso para treinador (Licença B) da CBF em 2015. Dirigiu o Tocantinópolis no Campeonato Tocantinense, chegando à semifinal em 2017 e 2018.

## Títulos
São Caetano
- Campeonato Paulista: 2004

Atlético-GO
- Campeonato Goiano: 2007, 2010, 2011
- Campeonato Brasileiro de Futebol - Série C: 2008

Seleção Sub-17
- Mundial Sub-17 de 1997